# The Kiffness
David Scott (* 11. února 1988, Kapské Město), známý také pod svým uměleckým jménem The Kiffness, je jihoafrický hudebník, producent a parodický umělec, který je zakladatelem a zpěvákem kapely The Kiffness. Podle jména kapely je Scott sám označován jako The Kiffness.

## Raný život a kariéra
V roce 2004 byl Scott členem sboru KwaZulu-Natal Youth Choir. Po studiu na Michaelhouse school pokračoval na University of Witwatersrand, kde se věnoval medicíně. Později však přešel ke studiu hudby a filozofie na Rhodes University a ve stejné době pracoval jako DJ a hrál v jazzové kapele. V roce 2013 vydal svůj první singl Where are You Going? s Matthewem Goldem, který se dostal do žebříčku Top 40 5FM. Jejich album Kiff bylo nominováno na 21. South African Music Awards v roce 2015 a znovu v roce 2017. Obvykle vystupuje v květinovém obleku na zakázku, který si nechal vyrobit v Hội An, Vietnam, s materiálem vybraným jeho manželkou a jím, protože připomínal závěsy jeho babičky.
Scott vytváří satirické písně, které jsou zaměřeny většinou na jihoafrická politická témata. V roce 2017 vydal píseň s názvem White Privilege jako pokus k většímu společenskému uvědomění bílých Jihoafričanů. V roce 2018 natočil video ke své afrikánské písni Pragtig Meisie s obrázkem tváře afrického nacionalistického zpěváka Steva Hofmeyra na nafukovací panence.
V roce 2019 Scott zakázal South African Broadcasting Corporation reprodukovat jeho hudbu, když se ukázalo, že tato organizace neplatila hudebníkům za hraní jejich písní, a tvrdil, že mu dluží 60 000 randů. Ve stejném roce se vydal na sólovou dráhu. V roce 2020 The Kiffness parodoval národní hymnu Jihoafrické republiky v písni s názvem Nkosazan' Dlamini Trafficker jako součást kritiky zákazu prodeje cigaret v Jihoafrické republice ministrem Nkosazanem Dlamini-Zumou během restrikcí při pandemii covidu-19. Starosta Ekurhuleni Mzwandile Masina ho kritizoval za využití hymny a tvrdil, že je to „rasistické“. Scott a Masina to později diskutovali po telefonu a interpret to obhajoval jako satiru. Napsal také další parodické písně o lockdownu a vytvořil parodii na píseň Jerusalema zaměřenou na vůdce bojovníků za ekonomickou svobodu Julia Malemu po útocích aktivistů EFF na obchody Clicks kvůli reklamě na šampon, kterou považovali za rasistickou.
Na konci roku 2020 spolupracoval s tureckým hudebníkem Bilalem Göregenem na remixu Göregenova ztvárnění Ievan polkka, který se stal virálním na YouTube. V roce 2021 vytvořil píseň parodující píseň Miriam Makeby The Click Song, aby lidem pomohl vyslovit nová jména Port Elizabeth, King William's Town a Maclear poté, co je jihoafrická vláda změnila. 

## Aktivismus
Během ruské invaze na Ukrajinu v roce 2022 Scott podpořil Ukrajinu tím, že zremixoval ukrajinskou lidovou píseň Červená kalina v podání frontmana skupiny Boombox Andriye Khlyvnyuka. Ten zrušil své americké turné kvůli obraně své země před invazí ruských ozbrojených sil. Autorský honorář z tohoto remixu bude věnován na humanitární pomoc pro ozbrojené síly Ukrajiny.